# Muntjac de Putao
El muntjac de Putao (Muntiacus putaoensis) és una petita espècie de muntjac. Fou descoberta recentment, el 1997, pel biòleg Alan Rabinowitz durant el seu treball de camp a l'aïllada Municipalitat de Naungmung, a Myanmar. Rabinowitz descobrí l'espècie examinant el petit cadàver d'un cérvol que inicialment creia que era el jove d'una altra espècie; tanmateix, es revelà que era el cadàver d'una femella adulta. Aconseguí obtenir-ne espècimens, l'anàlisi de l'ADN dels quals revelà una nova espècie de cèrvid. Els caçadors locals ja coneixien l'espècie i l'anomenaven cérvol fulla pel fet que el seu cos es podia embolicar completament amb una sola fulla gran.